# 星ありす
星 ありす（ほし ありす、1983年9月12日 - ）は、日本のAV女優。

## 略歴
青森県出身。スカウトされてAV女優となった。2003年、『たわわな誘惑』でクリスタル映像専属女優としてAVデビュー。AVデビューを果たす少し前まではDカップであったがデビュー時にはIカップとなっている。
同年12月にMOODYZに移籍し『我社の爆乳OL奴隷 セクハラ凌辱終身雇用』でセルデビュー。
2004年10月からフリーになる。
2007年2月のエムズビデオグループの『すごい爆乳美人の中出しゴックンFUCK』で初めて中出し作品を出した。

## 出演作品
2003年
- たわわな誘惑（3月27日、クリスタル映像）
- 爆乳DNA（4月26日、クリスタル映像）
- A級乳犯（5月31日、クリスタル映像）
- 痴女はムチムチ（6月26日、クリスタル映像）
- コスプレ召使い（7月17日、クリスタル映像）
- 星ありす Re-MIX スペシャル（7月30日、クリスタル映像）
- 星ありすの ねぇ、Hしよっ?（8月7日、クリスタル映像）
- A級乳犯DX 5（8月22日、クリスタル映像）
- GOGOハレンチ娘（9月20日、クリスタル映像）
- 女乳（10月21日、クリスタル映像）
- 星ありす Re-MIX スペシャル2（10月31日、クリスタル映像）
- コスプレ召使い DX3（11月21日、クリスタル映像）
- スキモノな家庭教師（11月22日、クリスタル映像）
- 我社の爆乳OL奴隷 セクハラ凌辱終身雇用（12月1日、MOODYZ）[3]

2004年
- デジタルモザイクVol.026（1月1日、MOODYZ）[3]
- 星ありす Re-MIX スペシャル 3（1月30日、クリスタル映像）
- 巨乳曼陀羅（2月1日、MOODYZ）[3]
- ドリームウーマンVOL.25（3月1日、MOODYZ）[3]
- feel（4月4日、クリスタル映像）
- 続 A級乳犯（5月22日、クリスタル映像）
- 変態志願（6月10日、クリスタル映像）
- ショートカットの女の子2（6月15日、MOODYZ）[3]
- 爆乳コラボレーション!（7月1日、MOODYZ）[3]
- 星ありす Re-MIX スペシャル 4（7月30日、クリスタル映像）
- 黒人と爆乳セックス、デジタルモザイク（8月15日、MOODYZ）[3]
- A級乳犯DX7（8月27日、クリスタル映像）
- 爆裂巨乳で痴女ってあげる 〜僕だけのコスプレ×パイズリ天使〜（9月15日、MOODYZ）[3]
- 爆乳100cm中出し全裸勤務（10月7日、アイエナジー）
- 爆乳女教師100cmIカップ 中出し20連発（11月4日、アイエナジー）
- 黒人と爆乳と乱交（12月15日、MOODYZ）

2005年
- 巨乳監禁（3月4日、SODクリエイト）
- 巨乳いぢり（4月22日、GLAY'z）
- 爆乳中出し女教師（5月20日、TMA）
- 巨乳隷嬢 XV（6月10日、シネマジック）
- デジモ攻め（6月24日、GLAY'z）
- 爆乳ハードコア（7月1日、TMA）
- 巨乳女捜査官陵辱レイプ2（8月4日、ヒビノ）
- 巨乳クラブ 04（9月15日、ワープエンタテインメント）
- 巨乳隷嬢（9月23日、シネマジック）
- ビージーン（11月17日、桃太郎映像出版）
- 飛び出す!!ボイン（12月15日、桃太郎映像出版）

2006年
- SOAP[高級ソープ]（1月2日、桃太郎映像出版）
- トリプル巨乳痴女DX（3月1日、MOODYZ）[3]
- 拘束椅子トランス（4月19日、ドグマ）
- W Jカップ巨乳捜査官・陵辱レイプ（5月4日、ヒビノ） ※AV OPEN 2006エントリー作品
- すごいカラダの接吻とセックス（5月19日、ドグマ）
- Venus Line【ヴィーナス・ライン】（6月8日、アキノリ）
- 巨乳女教師狩り・性欲処理人形（7月20日、ヒビノ）
- これが噂の痙攣薬漬け 単体ヴァージョン2（8月17日、ナチュラルハイ）
- ふたなりズム 4（8月19日、ドグマ）
- 超絶ローション ヌルベッチョ! 6（8月25日、OPERA［オペラ］）
- 陵辱肉奴隷 喪服未亡人（9月7日、ヒビノ）
- Monthly2時間 撮れたて素材まんま出し3（9月15日、ワープエンタテインメント）
- 単体女優・星ありすの美人マネージャーさんをみんなでヤっちゃったビデオ（10月5日、ナチュラルハイ）
- エンドレス ファッカー2006（10月19日、ドグマ）
- ハラハラ★ドキドキ 陵辱露出旅行（11月16日、ヒビノ）
- 陵辱 中出し病棟（12月7日、SODクリエイト）
- 密室巨乳むさぼりSEX（12月19日、ドグマ）
- （巨乳女教師）中出し100連発コレクション（12月21日、アイエナジー）

2007年
- 人間崩壊W巨乳アクメ地獄（1月5日、SODクリエイト）
- 初公開映像。（1月19日、ドグマ）
- すごい爆乳美人の中出しゴックンFUCK（2月19日、エムズビデオグループ）
- 美露出DIVA（3月1日、V (ヴィ)）
- Best of Advanced Actresses 〜よく見るあの子は誰？〜（3月8日、SODクリエイト）
- W巨乳 騎乗位激ピストン（3月8日、SODクリエイト）
- 爆乳Hカップ女教師の小便ザーメンぶっかけ飲尿ゴックン中出し輪姦（3月19日、エムズビデオグループ）
- 貢いでもヤらせてくれない巨乳キャバ嬢を犯しまくりたい。（4月19日、ドグマ）
- まだあった! 完全撮り下ろし 豪華人気女優大集合!（4月19日、桃太郎映像出版）
- 女体拷問研究所 ANOTHERS（4月28日、ベイビーエンターテイメント）
- キスしてシャブってパイズリしてから、乳首をイジってアナル責め。（6月5日、ワープエンタテインメント）
- 黒人乱交4時間（6月13日、MOODYZ）他10名出演[3]
- 艶熟 中出し（6月13日、グローリークエスト）
- 彼女が全面支配する ボクとカノジョと僕のオナニー（6月15日、ワープエンタテインメント）
- パイパン中出しゴックン飲尿ぶっかけイラマチオFUCK（6月19日、エムズビデオグループ）
- 近親相姦 愛念の巨乳母（7月13日、グローリークエスト）
- 調教完了。 中出し陵辱病棟 牝奴隷ナース誕生編（7月19日、SODクリエイト）
- 性交クリニック 2（8月5日、SODクリエイト）
- 永遠の美巨乳 星ありすスペシャル4時間（8月16日、ヒビノ）
- 巨乳緊縛責め地獄（8月23日、グローリークエスト）
- 極乳3姉妹（9月7日、プレミアム）
- 爆乳二人はラブリー小便ごっくんシャワー同性愛（10月19日、クロス）
- 爆乳同性愛三姉妹三女いぢめの性器肛門二穴ピストン姉妹姦（11月19日、クロス）
- 小便ぶっかけ飲尿4時間（12月19日、エムズビデオグループ）

2008年
- 乳魂 Legend 美爆乳ぬるぬる悦楽6P乱交（2月7日、桃太郎映像出版）
- イキまくり潮吹き＆ガチンコSEXベスト（2月19日、ドグマ）
- 蛇縛の巨乳串刺し拷問（3月7日、アタッカーズ）
- SOAP[グラマラス・ソープ]（3月7日、桃太郎映像）
- 拷問の館6（6月7日、アタッカーズ）
- 超豪華SOAP 美人泡姫10人4時間DX（7月19日、桃太郎映像出版）
- 無限イカせ地獄! 生贄9人（8月7日、桃太郎映像出版）
- これが噂の痙攣薬漬け 単体ヴァージョン 総集編（8月21日、ナチュラルハイ）
- 超豪華11人の高級ソープ4時間DX 〜巨乳浴場〜（10月19日、桃太郎映像出版）

2009年
- 高級ソープ嬢18人（3月19日、桃太郎映像出版）
- DIGITAL REMOSAIC 爆乳ハードコア 星ありす（5月22日、TMA）
- M’s人気女優総集編（9月19日、エムズビデオグループ）
- 復刻幻の露出作品 ハラハラドキドキ露出旅行 お得に一挙6タイトル（10月22日、ヒビノ）
- すべてまるごと見せます! 巨乳・星ありす 6時間15分（11月19日、桃太郎映像出版）

2010年
- S級M女緊縛セックスコレクション（1月1日、シネマジック）
- 最高級ソープ13人 魅せます。ソープテクニック。（3月7日、桃太郎映像出版）

2011年
- 星ありすコンプリートBOX6時間（2月19日、エムズビデオグループ）
- テクニシャン美乳ソープ嬢のおもてなし12人（7月7日、桃太郎映像出版）

2012年
- 星ありすBEST8時間（4月1日、MOODYZ）
- 巨乳AV女優の頂点 最上級の巨乳モデルがメーカーを越えて夢の共演 2000年代セレクション（4月13日、オールアダルトジャパン）
- 【AV30】凌辱の殿堂、ATTACKERSへようこそ。（7月13日、アタッカーズ）
- 【AV30】祝AV30周年3穴ごっくん!中出し27発・アナル28発・ごっくん29発（8月13日、エムズビデオグループ）

## 写真集
- めいどINありす（2003年5月15日、英知出版、撮影：藤田健五）ISBN 978-4754215590